# Filtro DSL
Microfiltro

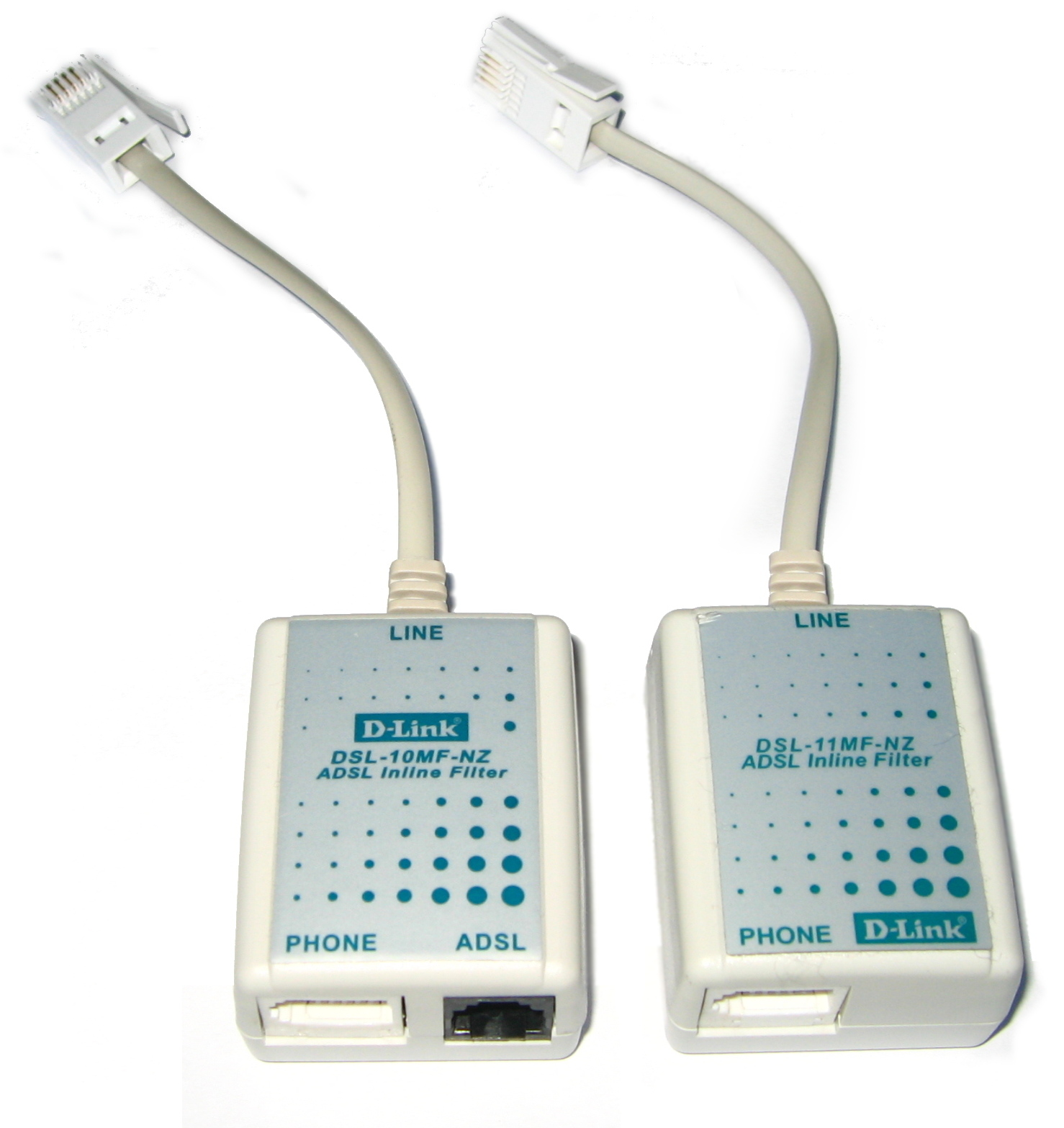
Fitro ADSL Moderno /Splitter (à esquerda) e filtro (à direita)

- Um microfiltro ADSL tem de ser instalado em telefones analógicos e outros aparelhos para evitar interferência entre estes e dispositivos ADSL em funcionamento na mesma linha. Sem a instalação deste filtro os sinais de alta frequência ou ecos de sinais analógicos podem resultar numa redução do desempenho e problemas com a ligação ADSL. Sem o microfiltro os sinais ADSL de alta frequência podem também interferir com os sinais analógicos.
A instalação ADSL típica de uma casa envolve instalar filtros DSL em cada telefone, fax ou em outros dispositivo de voz, deixando o modem como o único dispositivo não filtrado.
Splitter
- Ao contrário dos filtros comuns os splitters geralmente ficam ligados logo na entrada de linha de uma residência ou empresa, onde deste podem/devem derivar um par de fios que vão directamente para o modem e outro par para os dispositivos de voz. Desta forma o splitter tem a função de concentrar o sinal DSL apenas em um par de fios, evitando assim que o sinal DSL percorra toda a instalação interna perdendo as suas características ou sofrendo interferências. 
Na impossibilidade da divisão de sinal na entrada de linha, pode-se sempre utilizar um spliter sempre que se queira ligar um Modem e um equipamento de voz na mesma tomada. (esta opção não implica que outros equipamentos na mesma rede telefónica não possuam microfiltro)

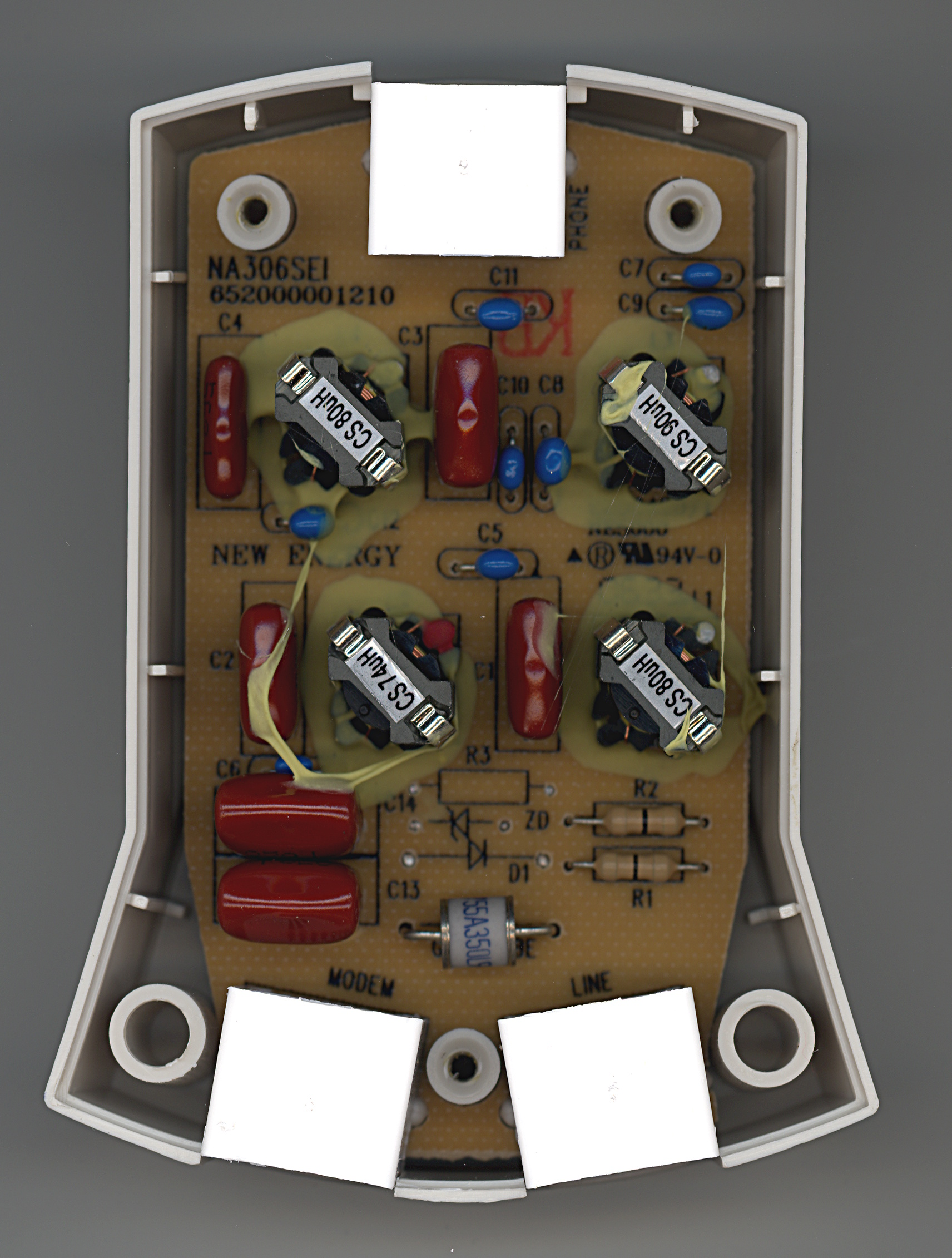
Circuito de um Filtro/splitter ADSL

Obs.: Splitters não aumentam o nível do sinal DSL, apenas substituem a necessidade de inserir filtros em todos os pontos de telefone.